# Enrico Mazzoccolo
Enrico Mazzoccolo, Nobile di Gaeta (Napoli, 20 marzo 1859 – Roma, 13 settembre 1939) è stato un magistrato, giurista e politico italiano.
Alla Corte dei conti dal 1880, ha abbinato alla carriera di magistrato contabile la docenza di ordinamento amministrativo all'Istituto superiore di commercio di Roma e l'indagine della Commissione parlamentare d'inchiesta sull'amministrazione della guerra.